# Бхатия, Таманна
Таманна Бхатия (англ. Tamannaah Bhatia, МФА: [ˈtəmənːaː ˈbʱaːʈijaː]о файле; род. 21 декабря 1989, Бомбей, Индия) — индийская актриса, снимающаяся в фильмах на хинди, телугу и тамильском языке. Сыграв в 89 фильмах, она была удостоена нескольких наград, в том числе трёх премий Сантосхам, двух премий СИИМА и премии Калаймамани.

## Биография
Таманна Бхатия родилась 21 декабря 1989 года в Бомбее (ныне Мумбаи)
, Индия. Её родители — Сантош и Раджни Бхатия. У неё есть старший брат Ананд Бхатия. Она принадлежит общине синдхи и училась в школе Maneckji Cooper Education Trust в Мумбаи. В возрасте 13 лет она начала изучение актёрского мастерства и в течение года посещала театр Притхви, участвуя в сценических постановках.

## Карьера

### 2005–2014: Ранние работы, успех и признание
Таманна Бхатия дебютировала в индустрии развлечений в 2005 году, исполнив роль в музыкальном клипе Lafzo Mein из альбома Абхиджита Саванта. Её актёрский дебют состоялся в том же году в главной роли хинди-фильма Chand Sa Roshan Chehra, который оказался неудачным в прокате. В том же году она дебютировала в телугу-кинематографе с фильмом Sree, а в 2006 году — в тамильском кинематографе с фильмом Kedi. В 2007 году фильм Viyabari провалился в прокате, но её игра получила признание критиков. Она завоевала популярность благодаря ролям в фильмах «Счастливые дни» (Happy Days) и Kalloori, которые получили положительные отзывы и коммерческий успех, закрепив за ней статус ведущей актрисы в телугу- и тамильском кинематографе.
В 2008 году фильм Kalidasu получил признание в телугу-кинематографе, а также появилась в эпизодических ролях в фильмах «Всегда готов» (Ready) и Netru Indru Naalai. В 2009 году её роль в тамильском фильме «Недоучка» (Padikkadavan) была высоко оценена, несмотря на смешанные отзывы о фильме. Фильм «Немного радости, немного печали» (Konchem Ishtam Konchem Kashtam) получил признание критиков, но добился умеренного успеха в прокате. Фильм «Неуловимый» (Ayan) стал кассовым хитом, а «Счастливый танец» (Ananda Thandavam) провалился в прокате, несмотря на высокую оценку её игры. Фильм «Попутчица» (Kanden Kadhalai) получил высокую оценку и принёс ей премию South Scope. В 2010 году её роль в тамильском дорожном фильме «Погоня» (Paiyaa) получила положительные отзывы и коммерческий успех, но фильмы «Акула» (Sura) и «Ради удовольствия» (Thillalangadi) не имели успеха в прокате.
В 2011 году Бхатия снялась в тамильском фильме «Неудержимый» (Siruthai), где её роль получила негативные отзывы, хотя фильм добился коммерческого успеха. Она появилась в эпизодической роли в фильме «Большая игра» (Ko). Фильм «Запретные желания» (Badrinath) получил смешанные отзывы, но добился коммерческого успеха. Фильм «Леопард» (Venghai) получил смешанные отзывы критиков. Фильм «Хамелеон» (Oosaravelli) стал кассовым хитом, а её игра была высоко оценена. Её фильм в телугу-кинематографе «Любовь на сто процентов» (100% Love) с Нага Чайтанья, где она сыграла студентку, получил признание и коммерческий успех, принеся ей премии CineMAA и Santosham за лучшую женскую роль. В 2012 году её фильм в телугу-кинематографе «Пари на любовь» (Racha) добился коммерческого успеха, а её игра была высоко оценена. Фильмы «Всему причина – любовь!» (Endukante Premanta) и «Мятежник» (Rebel) не имели успеха в прокате, хотя её актёрская игра была высоко оценена. Фильм «Репортеры Ганга и Рамбабу» (Cameraman Gangatho Rambabu) представил её в роли энергичной героини и стал кассовым хитом.
В 2013 году фильм в хинди-кинематографе «Отважный» (Himmatwala) с Аджайем Девганом провалился в прокате. Её фильм в телугу-кинематографе Tadakha, где она сыграла сестру невесты вместе с Нагой Чайтаньей, добился коммерческого успеха. Критик из «Таймс оф Индиа» отметил: «Таманна легко справилась с яркой ролью». Фильм принёс ей несколько номинаций и премию Южно-индийской международной кинопремии Критикс за лучшую женскую роль в телугу-кинематографе. В 2014 году её фильм в тамильском кинематографе «Отвага любви» (Veeram) добился коммерческого успеха, а хинди-комедия «Двойники» (Humshakals) с Саифом Али Ханом провалился. Она исполнила специальный танцевальный номер Labbar Bomma в фильме Alludu Seenu. Последующие релизы того года, фильм в хинди-кинематографе «Это праздник» (Entertainment) с Акшаем Кумаром и фильм в телугу-кинематографе «Неудержимый» (Aagadu) с Махешем Бабу, не имели успеха в прокате.

### 2015–2019: Утверждение в качестве актрисы
2015 год стал переломным в карьере Таманны Бхатия. Она появилась в эпизодической роли в фильме Nannbenda. Её роль воительницы Авантики в фильме в телугу-кинематографе «Бахубали: Начало» (Baahubali: The Beginning) с Прабхасом была высоко оценена. Кассовый успех фильма, ставшего одним из самых кассовых в телугу-кинематографе, расширил её возможности для новых ролей. Критик из «Хинду» Сангита Деви Дунду назвала её игру «впечатляющей». Фильм Vasuvum Saravananum Onna Padichavanga получил негативные отзывы, а затем она сыграла эпизодическую роль в «Песочные часы» (Size Zero). В фильме «Бенгальский тигр» (Bengal Tiger) она сыграла дочь министра вместе с Рави Теджей, и фильм добился кассового успеха.
В 2016 году Бхатия исполнила специальный танцевальный номер Bachelor Babu в фильме в телугу-кинематографе Speedunnodu. Её роли в фильмах «Компаньон» (Oopiri) и Dharma Durai получили положительные отзывы, причём последний добился кассового успеха и принёс ей премию Азиавизион за лучшую женскую роль в тамильском кинематографе. Она снялась в короткометражном фильме «Ранвир Чинг возвращается» (Ranveer Ching Returns), который получил положительные отзывы. Также она исполнила специальный танцевальный номер Sampige / Mandara Thailam в фильме в двуязычном телугу-каннадском кинематографе «Ягуар» (Jaguar). Её комедия ужасов на трёх языках «Богиня» (Devi) получила положительные отзывы, а её двойная роль была высоко оценена, что способствовало кассовому успеху фильма. Она получила премию Азианет Филм Авардс за самую популярную тамильскую актрису, а критик из «Сифи» отметил, что она стала ключевой фигурой фильма благодаря своей двойной роли. Однако фильм Kaththi Sandai получил смешанные отзывы.
В 2017 году Бхатия вновь исполнила роль Авантики в фильме «Бахубали: Рождение легенды» (Baahubali 2: The Conclusion). Фильм получил положительные отзывы и добился огромного кассового успеха. В отличие от него, Anbanavan Asaradhavan Adangadhavan получил смешанные отзывы и провалился в прокате. Она исполнила специальный танцевальный номер Swing Zara в фильме «Джай Лава Куша» (Jai Lava Kusa). В 2018 году её экшен-триллер «Набросок» (Sketch) получил смешанные отзывы, но её роль получила положительные отзывы. Фильм в маратхи-кинематографе Aa Bb Kk получил положительные отзывы. Её фильмы в телугу-кинематографе «Ты моя» (Naa Nuvve) и Next Enti? получили смешанные отзывы и провалились в прокате. Она исполнила специальный танцевальный номер «Jokae» в фильме в каннадском кинематографе «Золотые прииски Колара: Глава 1» (KGF: Chapter 1).
В 2019 году фильм в телугу-кинематографе «Веселье и разочарование» (F2: Fun and Frustration) добился огромного кассового успеха. Играя доминирующую жену вместе с Венкатешем Даггубати, она получила очередную премию Сантошам Филм Авардс за лучшую женскую роль. Хемант Кумар из «Фёстпост» отметил, что её игра была выдающейся. Фильм в тамильском кинематографе Kanne Kalaimaane получил смешанные отзывы. Шринивас Рамануджам отметил, что её игра вызывает восхищение, что принесло ей премию за лучшую женскую роль на Индийско-французском кинофестивале. Фильм «Богиня 2» (Devi 2) получил смешанные отзывы, хотя её игра получила положительные отзывы. Фильм «Тишина» (Khamoshi) получил плохие отзывы, но её исполнение получило положительные отзывы. Исторический боевик «Герой Нарасима Редди» (Sye Raa Narasimha Reddy) получил положительные отзывы, а её роль способствовала его кассовому успеху. Её игра в комедии ужасов в тамильском кинематографе Petromax получила положительные отзывы, несмотря на критику сценария. Фильм «Тишина» (Action) получил смешанные отзывы и провалился в прокате.

### 2020–2024: Баланс между телевидением и кино
В 2020 году Таманна Бхатия исполнила специальный танцевальный номер Daang Daang в фильме в телугу-кинематографе «Никто не сравнится с тобой» (Sarileru Neekevvaru). В 2021 году она снялась в телесериале 11th Hour, который получил смешанные отзывы, хотя её игра получила положительные отзывы. Её роль в November Story получила положительные отзывы, несмотря на критику за избыточные диалоги. Она вела шоу MasterChef India – Telugu. Также она снялась в спортивном фильме в телугу-кинематографе «Дуй в свисток!» (Seetimaarr), где её роль тренера получила положительные отзывы. Триллер в телугу-кинематографе «Маэстро» (Maestro) на Дисней+ Хотстар получил положительные отзывы за сюжет и её исполнение.
В 2020 году Бхатия исполнила специальный танцевальный номер Daang Daang в фильме в телугу-кинематографе «Никто не сравнится с тобой» (Sarileru Neekevvaru). В 2021 году она снялась в телесериале 11th Hour, который получил смешанные отзывы, хотя её игра получила положительные отзывы. Её роль в November Story получила положительные отзывы, несмотря на критику за избыточные диалоги. Она вела шоу MasterChef India – Telugu. Также она снялась в спортивном фильме в телугу-кинематографе «Дуй в свисток!» (Seetimaarr), где её роль тренера получила положительные отзывы. Триллер в телугу-кинематографе «Маэстро» (Maestro) на Дисней+ Хотстар получил положительные отзывы за сюжет и её исполнение. В 2022 году Бхатия исполнила специальный танцевальный номер Kodthe в фильме в телугу-кинематографе «Гхани» (Ghani). Комедия в телугу-кинематографе «Веселье и разочарование 2» (F3: Fun and Frustration) с её участием добилась кассового успеха. Фильм в хинди-кинематографе Babli Bouncer на Дисней+ Хотстар, где она сыграла вышибалу, получил смешанные отзывы. Её исполнение в фильме в хинди-кинематографе Plan A Plan B на Netflix получило положительные отзывы, несмотря на предсказуемый сюжет. Романтическая драма в телугу-кинематографе Gurthunda Seethakalam получила смешанные отзывы.
В 2023 году Бхатия сыграла Лаванью в романтическом драматическом сериале на Amazon Prime Video Jee Karda. Зиния Бандйопадхьяй из India Today отметила: «Бхатия демонстрирует лёгкую и естественную игру, прекрасно передавая внутренний конфликт своего персонажа». В антологии на Netflix «Истории страсти 2» (Lust Stories 2) её роль Шанти получила положительные отзывы. Её второстепенная роль в фильме в тамильском кинематографе «Тюремщик» (Jailer) способствовала его кассовому успеху. Фильм в телугу-кинематографе Bhola Shankar получил отрицательные отзывы и провалился в прокате. Её дебют в малаяламском кинематографе, фильм Bandra, получил смешанные отзывы и провалился в прокате. Она сыграла офицера полиции в триллер-сериале на Дисней+ Хотстар Aakhri Sach, который получил положительные отзывы. Её исполнение в сериалах Jee Karda и Aakhri Sach принесло ей премию за лучшую женскую роль в сериале на фестивале Bollywood Hungama OTT India.
В 2024 году Бхатия сыграла Сельви, заботливую мать и грозный дух, в комедии ужасов в тамильском кинематографе Aranmanai 4. Её исполнение получило положительные отзывы, что способствовало его кассовому успеху, став одному из самых кассовых тамильских фильмов года. Она появилась в эпизодических ролях в комедии ужасов в хинди-кинематографе «Женщина 2» (Stree 2) и боевике-драме в хинди-кинематографе «Веда» (Vedaa). Она снялась в документальном фильме Netflix Nayanthara: Beyond the Fairytale. В триллере Netflix «Владыка судьбы» (Sikandar Ka Muqaddar) она сыграла мать-одиночку, обвинённую в краже, и критик из Hindustan Times Ришабх Сури отметил, что она «убедительно поддерживает сюжет».

### 2025–настоящее время
В 2025 году Таманна Бхатия снялась в сверхъестественном триллере в телугу-кинематографе Odela 2 режиссёра Ашока Теджи, сыграв преданную последовательницу Шивы. Она исполнила специальный танцевальный номер Nasha в криминальном триллере в хинди-кинематографе Raid 2. Она снимается с Дианой Пенти в предстоящем сериале Amazon Prime Video Will You Be My Partner. Кроме того, она сыграет в фильмах в хинди-кинематографе: боевике-триллере Romeo с Шахид Капур, боевике Ranger с Аджай Девган и Санджай Датт, IPS Maria с Джон Абрахам и Vvan с Сидхартх Малхотра.

## Фильмография
| Год  |     | Русское название                 | Оригинальное название                                   | Роль                                    |
| ---- | --- | -------------------------------- | ------------------------------------------------------- | --------------------------------------- |
| 2005 | ф   |                                  | Chand Sa Roshan Chehra (хинди)                          | Джия Оберой                             |
| 2005 | ф   |                                  | Sree (тел.)                                             | Сандия                                  |
| 2006 | ф   |                                  | Kedi (там.)                                             | Приянка                                 |
| 2007 | ф   |                                  | Viyabari (там.)                                         | Савитри                                 |
| 2007 | ф   | Счастливые дни                   | Happy Days (тел.)                                       | Мадху                                   |
| 2007 | ф   |                                  | Kalloori (там.)                                         | Шобхана                                 |
| 2008 | ф   |                                  | Kalidasu (тел.)                                         | Арчана                                  |
| 2008 | ф   | Всегда готов                     | Ready (тел.)                                            | Свапна (камео)                          |
| 2008 | ф   |                                  | Netru Indru Naalai (там.) Ninna Nedu Repu (тел.)        | камео                                   |
| 2009 | ф   | Недоучка                         | Padikkadavan (там.)                                     | Гаятри Редди                            |
| 2009 | ф   | Немного радости, немного печали  | Konchem Ishtam Konchem Kashtam (тел.)                   | Гита Субраманьям                        |
| 2009 | ф   | Неуловимый                       | Ayan (там.)                                             | Ямуна                                   |
| 2009 | ф   | Счастливый танец                 | Ananda Thandavam (там.)                                 | Мадхумита                               |
| 2009 | ф   | Попутчица                        | Kanden Kadhalai (там.)                                  | Анджали                                 |
| 2010 | ф   | Погоня                           | Paiyaa (там.)                                           | Чарулата                                |
| 2010 | ф   | Акула                            | Sura (там.)                                             | Пурнима                                 |
| 2010 | ф   | Ради удовольствия                | Thillalangadi (там.)                                    | Ниша                                    |
| 2011 | ф   | Неудержимый                      | Siruthai (там.)                                         | Швета                                   |
| 2011 | ф   | Большая игра                     | Ko (там.)                                               | камео в песне Aga Naga                  |
| 2011 | ф   | Любовь на сто процентов          | 100% Love (тел.)                                        | Махалакшми                              |
| 2011 | ф   | Запретные желания                | Badrinath (тел.)                                        | Алакананда                              |
| 2011 | ф   | Леопард                          | Venghai (там.)                                          | Радхика                                 |
| 2011 | ф   | Хамелеон                         | Oosaravelli (тел.)                                      | Нихарика                                |
| 2012 | ф   | Пари на любовь                   | Racha (тел.)                                            | Чаитра                                  |
| 2012 | ф   | Всему причина – любовь!          | Endhukante Premanta (тел.)                              | Шринидхи / Шраванти                     |
| 2012 | ф   | Мятежник                         | Rebel (тел.)                                            | Нандини                                 |
| 2012 | ф   | Репортеры Ганга и Рамбабу        | Cameraman Gangatho Rambabu (тел.)                       | Ганга                                   |
| 2013 | тсп |                                  | Sapne Suhane Ladakpan Ke (хинди)                        | Камео в эпизоде Холи                    |
| 2013 | ф   | Отважный                         | Himmatwala (хинди)                                      | Рекха                                   |
| 2013 | ф   |                                  | Tadakha (тел.)                                          | Паллави                                 |
| 2014 | ф   | Отвага любви                     | Veeram (там.)                                           | Копперум Деви                           |
| 2014 | ф   | Двойники                         | Humshakals (хинди)                                      | Шаная                                   |
| 2014 | ф   |                                  | Alludu Seenu (тел.)                                     | камео в песне Labbar Bomma              |
| 2014 | ф   | Это праздник                     | Entertainment (хинди)                                   | Сакши                                   |
| 2014 | ф   | Неудержимый                      | Aagadu (тел.)                                           | Сароджа                                 |
| 2015 | ф   |                                  | Nannbenda (там.)                                        | камео                                   |
| 2015 | ф   | Бахубали: Начало                 | Baahubali: The Beginning (тел.) (там.)                  | Авантика                                |
| 2015 | ф   |                                  | Vasuvum Saravananum Onna Padichavanga (там.)            | Айшвария                                |
| 2015 | ф   | Песочные часы                    | Size Zero (тел.) Inji Iduppazhagi (там.)                | камео                                   |
| 2015 | ф   | Бенгальский тигр                 | Bengal Tiger (тел.)                                     | Мира                                    |
| 2015 | ф   |                                  | Speedunnodu (тел.)                                      | камео в песне Bachelor Babu             |
| 2016 | ф   | Компаньон Друг                   | Oopiri (тел.) Thozha (там.)                             | Кирти                                   |
| 2016 | ф   |                                  | Dharma Durai (там.)                                     | Субхашини                               |
| 2016 | кор | Ранвир Чинг возвращается         | Ranveer Ching Returns (хинди)                           |                                         |
| 2016 | ф   | Ягуар                            | Jaguar (канн.) (тел.)                                   | камео в песне Sampige / Mandara Thailam |
| 2016 | ф   | Богиня Дьяволица Ты, только ты   | Devi (там.) Abhinetri (тел.) Tutak Tutak Tutiya (хинди) | Дэви / Руби                             |
| 2016 | ф   |                                  | Kaththi Sandai (там.)                                   | Дивья                                   |
| 2017 | ф   | Бахубали: Рождение легенды       | Baahubali: The Conclusion (тел.) (там.)                 | Авантика                                |
| 2017 | ф   |                                  | Anbanavan Asaradhavan Adangadhavan (там.)               | Рамья                                   |
| 2017 | ф   | Джай Лава Куша                   | Jai Lava Kusa (тел.)                                    | камео в песне Swing Zara                |
| 2018 | ф   | Набросок                         | Sketch (там.)                                           | Амутхавалли                             |
| 2018 | ф   |                                  | Aa Bb Kk (мар.)                                         | Таманна                                 |
| 2018 | ф   | Ты моя                           | Naa Nuvve (тел.)                                        | Мира                                    |
| 2018 | ф   |                                  | Next Enti? (тел.)                                       | Тамми                                   |
| 2018 | ф   | Золотые прииски Колара: Глава 1  | K.G.F: Chapter 1 (канн.)                                | Милки                                   |
| 2019 | ф   | Веселье и разочарование          | F2 – Fun and Frustration (тел.)                         | Харика                                  |
| 2019 | ф   |                                  | Kanne Kalaimaane (там.)                                 | Бхарати                                 |
| 2019 | ф   | Богиня 2 Дьяволица 2             | Devi 2 (там.) Abhinetri 2 (тел.)                        | Деви / Руби                             |
| 2019 | ф   | Тишина                           | Khamoshi (хинди)                                        | Сурбхи                                  |
| 2019 | ф   | Герой Нарасима Редди             | Sye Raa Narasimha Reddy (тел.)                          | Лакшми                                  |
| 2019 | ф   |                                  | Petromax (там.)                                         | Meera                                   |
| 2019 | ф   | Боевик                           | Action (там.)                                           | Diya                                    |
| 2020 | ф   | Никто не сравнится с тобой       | Sarileru Neekevvaru (тел.)                              | камео в песне Daang Daang               |
| 2021 | с   |                                  | 11th Hour (тел.)                                        | Аратрика Редди                          |
| 2021 | с   |                                  | November Story (там.)                                   | Анурадха "Ану" Ганесан                  |
| 2021 | тсп | MasterChef India – Telugu (тел.) | Ведущий                                                 |                                         |
| 2021 | ф   | Дуй в свисток!                   | Seetimaarr (тел.)                                       | Джваала Редди                           |
| 2021 | ф   | Маэстро                          | Maestro (тел.)                                          | Симран                                  |
| 2022 | ф   | Гхани                            | Ghani (тел.)                                            | камео в песне Kodthe                    |
| 2022 | ф   | Веселье и разочарование 2        | F3: Fun and Frustration (тел.)                          | Харика                                  |
| 2022 | ф   |                                  | Babli Bouncer (хинди)                                   | Бабли Танвар                            |
| 2022 | ф   |                                  | Plan A Plan B (хинди)                                   | Нирали Вора                             |
| 2022 | ф   |                                  | Gurthunda Seethakalam (тел.)                            | Нидхи                                   |
| 2023 | с   |                                  | Jee Karda (хинди)                                       | Лаванья Сингх                           |
| 2023 | ф   | Истории страсти 2                | Lust Stories 2 (хинди)                                  | Шанти                                   |
| 2023 | ф   | Тюремщик                         | Jailer (там.)                                           | Камна                                   |
| 2023 | ф   |                                  | Bhola Shankar (тел.)                                    | Лася                                    |
| 2023 | ф   |                                  | Bandra (малаял.)                                        | Тара Джанаки                            |
| 2023 | с   |                                  | Aakhri Sach (хинди)                                     | Инспектор Анья Сваруп                   |
| 2024 | ф   |                                  | Aranmanai 4 (там.)                                      | Селлви                                  |
| 2024 | ф   | Женщина 2                        | Stree 2 (хинди)                                         | Шама                                    |
| 2024 | ф   | Веда                             | Vedaa (хинди)                                           | Рааши                                   |
| 2024 | док |                                  | Nayanthara: Beyond the Fairytale (англ.)                | Сама себя                               |
| 2024 | ф   | Владыка судьбы                   | Sikandar Ka Muqaddar (хинди)                            |                                         |
| 2025 | ф   |                                  | Odela 2 (тел.)                                          | Бхайрави / Бхавани                      |
| 2025 | ф   |                                  | Raid 2 (хинди)                                          | камео в песне Nasha                     |
| 2025 | с   | TBA                              | Will You Be My Partner (хинди)                          |                                         |
| 2025 | ф   | TBA                              | Romeo (хинди)                                           |                                         |
| 2026 | ф   | TBA                              | Ranger (хинди)                                          |                                         |
| 2026 | ф   | TBA                              | IPS Mariya (хинди)                                      |                                         |
| 2026 | ф   | TBA                              | Vvan (хинди)                                            |                                         |

## Другие работы
Таманна Бхатия снималась в телевизионной рекламе для таких брендов, как Фанта и мыло Chandrika аюрведического бренда. В марте 2015 года она стала амбассадором бренда Zee Telugu. В том же месяце она запустила собственный ювелирный бренд Wite & Gold. В январе 2016 года она поддержала кампанию Beti Bachao Beti Padhao, направленную на образование и безопасность девочек. Она выступила с танцами на церемониях открытия Индийская премьер-лига в 2018 и 2023 годах.
Она написала книгу Back to the Roots, которую издательство Penguin Random House India выпустило в августе 2021 года. В сентябре 2022 года она стала инвестором Sugar Cosmetics. Она стала амбассадором IIFL Finance в январе 2023 года и VLCC в июле 2023 года. В октябре 2023 года она стала первым индийским амбассадором японского косметического бренда Shiseido. В январе 2024 года она стала амбассадором Cellecor Gadgets Limited, продвигая наушники и смарт-часы. В марте 2024 года она стала амбассадором Rasna, производителя смесей для прохладительных напитков.  В мае 2025 года она стала амбассадором Mysore Sandal Soap компании Karnataka Soaps and Detergents Limited на два года.

### Комментарии
1. ↑  Она обычно известна под этим именем, а её полное имя — Таманна Сантош Бхатия.[2]